# هومبيرتو روزا (رسام)
هومبيرتو روزا (بالبرتغالية: Humberto Rosa‏) هو رسام برازيلي، ولد في 18 يناير 1908 في سيرتاوزينيو في البرازيل، وتوفي في 1948 في ساو باولو في البرازيل.